# Dioscorea claessensii
Dioscorea claessensii là một loài thực vật có hoa trong họ Dioscoreaceae. Loài này được De Wild. mô tả khoa học đầu tiên năm 1912.